# 素直な虹/情熱マイソウル
『素直な虹 / 情熱マイソウル』（すなおなにじ / じょうねつマイソウル）は、surfaceの21枚目のシングル。2008年4月30日に ソニー・ミュージックレコーズより発売された。

## 概要
前作『夢の続きへ』から約1年ぶり、『.5 (HALF) / about love』以来の両A面シングルである。「素直な虹」は、テレビ東京系アニメ『NARUTO -ナルト- 疾風伝』エンディングテーマ。「情熱マイソウル」は、テレビドラマ『東京ゴーストトリップ』オープニングテーマになっており、ダブルタイアップとなっている。「素直な虹」は、デビュー曲『それじゃあバイバイ』以来10年ぶりとなる武部聡志によるプロデュース曲である。

## 収録曲
1. 素直な虹 
作詞:永谷喬夫・椎名慶治 、作曲:永谷喬夫、編曲:武部聡志
2. 情熱マイソウル
作詞・作曲:椎名慶治、編曲:椎名慶治・永谷喬夫・山口寛雄
3. 十
作詞:椎名慶治、作曲:椎名慶治・永谷喬夫、編曲:永谷喬夫・椎名慶治
4. 素直な虹 -TV Edit-